# مؤامرة ويرلي ديرلي
«مؤامرة ويرلي ديرلي» (بالإنجليزية: The Whirly Dirly Conspiracy) هي الحلقة الخامسة من الموسم الثالث من المسلسل التلفزيوني الكوميدي للخيال العلمي الأمريكي ريك ومورتي. في الحلقة، يأخذ ريك جيري في مهمة إلى منتجع غير ضار للغاية عندما يشعر بأنه مهمل، وتنمو سمر بطريق الخطأ إلى حجم ضخم ومن الداخل إلى الخارج.

## الحبكة
لتعزيز احترام جيري لذاته، يأخذه ريك في مغامرة بناء على طلب مورتي. يزورون منتجعًا من عالم آخر داخل حقل الخلود حتى لا يتأذى جيري أثناء تواجده بعيدًا. يواجه جيري ريزوتو جروبون، وهو فضائي يلوم ريك على اغتصاب مملكته. يستعين «ريزوتو» بـ «جيري» في مؤامرة لقتل «ريك», لكن «جيري» يتراجع بعد اعتذار «ريك» عن إفساد زواجه. فشلت المحاولة، وأدرك ريك تورط جيري، مما أثار حديثه عن اتهام جيري عمداً بالتصرف بلا حول ولا قوة لإشعار الآخرين بالذنب لمساعدته، مثل جعل بيث تشعر بأنها ملزمة بالزواج منه. بعد أن قتل ريك ريستو، خفف موقفه تجاه جيري، لكنه رفض السماح له بالعودة إلى العائلة. وفي الوقت نفسه، تتعامل سمر مع قضايا احترام الذات أيضًا. صديقها، إيثان، يتركها لصديقة ذات صدر أكبر، وتحاول سمر تكبير ثدييها باستخدام أحد أجهزة ريك.
هدفها بعيد، وتنمو إلى أبعاد غريبة. يريد مورتي الاتصال بريك للحصول على المساعدة، لكن بيث ترفض. تحاول بيث بغطرسة إثبات قيمتها الذاتية، لكنها فشلت مرارًا وتكرارًا في حل المشكلة وينتهي بها الأمر في قلب سمر من الداخل إلى الخارج. يتم خداع بيث بعد ذلك لإطلاق سراح ثلاثة عمال دعم فني صغار كانوا محاصرين داخل الجهاز عندما تطلب الدعم الفني. تذهب سمر إلى المخيم الذي كان من المفترض أن تذهب إليه هي وإيثان، لا يزالان في الداخل. تحول بيث نفسها من الداخل للخارج وتتحدث إلى سمر. بمجرد أن يكتشف مورتي كيفية عمل الآلة، فإنه يستعيد حجم سمر ويستخدمه بحقد لتشويه إيثان في عمل انتقامي. في مشهد ما بعد إنتهاء الحلقة، يستمتع العمال الثلاثة الصغار بتقاعدهم بالقرب من النهر. عندما يمر إيثان مشوهًا للغاية، يخطف نسر واحد منهم.

## إنتاج
تم الإعلان عن عنوان الحلقة، «مؤامرة ويرلي ديرلي» في 25 تموز 2017. في 7 آب 2017, كشف رايان ريدلي أنه كتب الحلقة الخامسة إلى جانب الحلقة السابعة. عند بث الحلقة، تم الكشف عن خوان ميزا ليون كمخرج. وصف موقع سكرين رانت مورتي في هذه الحلقة بأنه «شخصية أكثر قدرة بكثير، شخص تعلم الكثير من الدروس الصعبة لدرجة أنه الآن هو من يقدمها.» في الحلقة أيضًا، يعترف ريك بوجود بعض اللوم في فسخ زواج جيري وبيث، بينما يبدو أن جيري يتصالح مع ميله لاستخدام الشفقة كأداة لجعل الآخرين يفعلون ما يريده وفقًا لسكرين رانت.
الحلقة من بطولة نجم المسلسل جستن رويلاند في دور الشخصيتين المميزتين، ريك سانشيز ومورتي سميث، كريس بارنيل في دور جيري سميث، سبينسر جرامير في دور سمر سميث، وسارة تشالك في دور بيث سميث. إيثان، حبيب سمر يحاول إثارة الإعجاب بآلة تغيير الحجم، قام بأداء صوته دان بنسون في الحلقة. يعيد بنسون دوره كإيثان في الحلقة الثالثة من مسلسل «ملاهي التشريح», وكذلك في الموسم الثاني من العرض. بالإضافة إلى ذلك، يظهر كلانسي براون في دور فضائي ريزوتو جروبون، وهو فضائي يتآمر ضد ريك بمساعدة جيري؛ صوت إيكو كيلوم ثلاثية جذوع، نادل في المنتجع برؤوس إضافية تنبت من عينيه وجذع على كل وجه؛ توم كيني يؤدي دور سكواتشي وجين، جار سميث المجاور. وكاسي ستيل في دور تريشيا لانج.

## استقبال
قارن Den of Geek الحلقة بالحلقة السابقة، "الحُماة 3: عودة مُنهي العوالم", قائلاً إن كلتا الحلقتين تحتويان على "نكات حادة للغاية، تضحك بصوت عالٍ طوال الوقت", لكن الحلقة الحالية تأخذ الشخصيات في جديد تمامًا. الاتجاهات، "تكمل أيضًا قصة ريك وجيري ("تتسارع الحبكة عبر قسم الخلود لتقديم مفهوم جديد تمامًا "). انتقد إيه. في. كلوب التوصيف العام للحلقة، مثل جبن جيري، ووصف "المؤامرة المتوترة" بأنها "الحلقة الأكثر تفاؤلاً في الموسم حتى الآن". أشاد IndieWire بالحلقة، قائلاً "إنها ليست معقدة مثل العرض الأول، وليس نموذجًا مميزًا مثل تحويلات Mad Max أو Guardians of the Galaxy, كما أنها ليست أيقونية مثل"ريك الخيار المخلل". ولكن في "مؤامرة ويرلي ديرلي", يبدو أن ريك ومورتي قد استعادا مبادئه التوجيهية لتقديم أفضل حلقة من الموسم الثالث حتى الآن."
أشاد موقع آي جي إن بالوقت الذي استقبله جيري على الشاشة في الحلقة، قائلاً: «كان أكبر خطأ في الموسم الثالث الممتع هو الافتقار المفاجئ للتركيز على جيري. ... حققت [الحلقة] هذا التوازن الحاسم بين الخيال العلمي عالي المفهوم المقدمة، الدعابة الأبله ولحظات الشخصية الأصيلة الساحقة.»

## روابط خارجية
- «مؤامرة ويرلي ديرلي» على قاعدة بيانات الأفلام على الإنترنت